# Meisya Siregar
Meisya Najelina Siregar (* 13. April 1979 in Bandung) ist eine indonesische Schauspielerin. Bevor Meisya Siregar ihre Schauspielkarriere startete, arbeitete sie als Fotomodell. Sie ist mit dem indonesischen Musiker Bebi Romeo verheiratet.

## Filmografie
- 2013: Coboy Junior The Movie
- 2015: Pizza Man